# Oncidiella
× Oncidiella (abreviado Onclla) es un híbrido intergenérico entre los géneros de orquídeas Oncidium × Rodrigueziella. Fue publicado en Orchid Rev. Rev. 92(1088, cppo): 8 (1984).